# 泰瑞·潘德爾頓
泰瑞·李·潘德爾頓（英語：Terry Lee Pendleton，1960年7月16日—），為前美國職棒大聯盟的三壘手，生涯曾效力過紅雀、勇士、馬林魚、紅人與皇家等隊。潘德爾頓生涯打過5次世界大賽，但從未拿過冠軍。他是1991年的國聯年度MVP得主。

## 職業生涯

### 聖路易紅雀
潘德爾頓在1984年7月18日登上大聯盟，他在初登場就繳出3安打猛打賞，留給大家深刻印象。這年他出賽67場比賽，打擊率為3成24，並盜壘成功20次。最終他在新人王票選上拿下第七名。1985年，他成為球隊的先發三壘手，但他面臨了二年級生症候群，打擊率僅2成40。1985年世界大賽，潘德爾頓敲出全隊唯一一支三壘安打。1986年，潘德爾頓的打擊依舊不見起色，整季打擊率僅2成39，並敲出1轟。管理層雖然對他的表現不甚滿意，但總教練認為他的跑壘和防守能力相當出色，因此繼續將他留在隊上。
1987年，潘德爾頓的打擊率來到2成86。他的全壘打、打點和盜壘都能排在隊上前三名。他不僅拿下金手套獎，還在MVP票選上拿下17名。這年紅雀再闖世界大賽，不過潘德爾頓在系列賽因肋骨受傷影響表現。他在系列賽多以代打上陣，7打數3安打。最終球隊輸給雙城，無緣奪冠。
1988年，原以盜壘能力見長的潘德爾頓居然只有3次盜壘成功。隔年他全勤出賽，表現觸底反彈，他以9成71的守備率拿下第二座金手套獎。1990年，潘德爾頓打出生涯最糟的一個賽季。他的打擊率和上壘率分別只有2成30和2成77。球季末，球隊讓新人三壘手Todd Zeile分擔潘德爾頓的位置。到了球季結束後，球隊正式揮棄潘德爾頓，讓Zeile成為球隊的主力三壘手。

### 亞特蘭大勇士
成為自由球員的潘德爾頓，正好面臨勇士教練團大改組。新任總教練決定重組勇士陣容，他們先簽下一壘手Sid Bream，接著簽下潘德爾頓。結果潘德爾頓表現大復活，直接讓前一年還是分區爐主的勇士翻身成為分區冠軍。該年他的打擊率為3成19拿下國聯打擊王；還敲出187支安打成為國聯安打王。此外，他敲出22轟與8支三壘安打都是生涯新高。這年他雖然沒被選進明星賽，但他最後卻拿下了國聯MVP。1991年世界大賽，潘德爾頓7場比賽全數先發，他敲出11支安打和2轟。他在第七場的8局上敲出深遠二壘安打，然而隊友Lonnie Smith發生跑壘失誤停在三壘，最後沒能得分。雙城最終在延長賽擊敗勇士，潘德爾頓第三度錯失冠軍。
1992年，潘德爾頓的打擊率為3成11，並敲出21轟與105分打點。這年他敲出聯盟最多的199支安打，並入選生涯唯一一次明星賽，還拿下第三座金手套獎。勇士在這年又一次闖進世界大賽，不過最終2勝4敗輸給藍鳥。1993年，他的打擊率為2成72，並敲出17轟。隔年他因傷所苦，打擊率僅2成52，球季末成為自由球員。

### 生涯後期
1995年4月7日，潘德爾頓加盟馬林魚。第一年他的打擊率為2成90，並敲出14轟。第二年他的打擊率為2成51，並敲出7轟。1996年中，勇士隊先後傷了外野手大衛·賈斯提斯和游擊手Jeff Blause，因此球隊緊急在季中用新秀Roosevelt Brown向馬林魚交易來潘德爾頓。這年他再度進入世界大賽，是個人生涯的第五次。但球隊最終2勝4敗輸給洋基，潘德爾頓又錯過一次冠軍。
1997年1月27日，潘德爾頓加盟紅人。但他在7月24日遭到釋出，這年他的打擊率為2成48，並敲出1轟與2次盜壘。1998年1月，皇家隊急需一名年長的領袖，因此他們簽下了潘德爾頓。他在皇家的角色多半是指導後進，因此整季他僅出賽79場比賽。球季結束後，潘德爾頓因為決定多陪伴家人而宣布退休。

## 生涯打擊成績
| 出賽次數 | 打席 | 打數 | 得分 | 安打 | 二安 | 三安 | 全壘打 | 打點 | 盜壘 | 保送 | 三振 | 打擊率 | 上壘率 | 長打率 | OPS  |
| -------- | ---- | ---- | ---- | ---- | ---- | ---- | ------ | ---- | ---- | ---- | ---- | ------ | ------ | ------ | ---- |
| 1893     | 7637 | 7032 | 851  | 1897 | 356  | 39   | 140    | 946  | 127  | 486  | 979  | .270   | .316   | .391   | .707 |

## 外部連結
- 球員資訊和成績在MLB，ESPN，Baseball-Reference，Fangraphs（英文）
- 泰瑞·潘德爾頓在台灣棒球維基館上的頁面（繁體中文）